# Viljami Sinisalo
Viljami Kari Veikko Sinisalo (Espoo, 11 ottobre 2001) è un calciatore finlandese, portiere del Celtic e della nazionale finlandese.

## Carriera

### Club
Giovanili e il passaggio all'Aston Villa
Sinisalo ha fatto il suo esordio ufficiale con la maglia dell'Espoo il 2 giugno 2017 nell'incontro di Kakkonen perso 4-1 contro il BK-46.
Nel 2018 è entrato a far parte dell'Academy dell'Aston Villa con cui ha giocato nell'Under-18 e nell'Under-23. Il 25 settembre 2020 è stato prestato all'Ayr Utd fino al termine della stagione. Ha debuttato il 6 ottobre nell'incontro di Scottish League Cup vinto contro l'Albion Rovers. L'8 aprile 2021 ha subito un infortunio all'inguine che lo ha costretto a rientrare anzitempo all'Aston Villa.
Rinnovo con i Villains e i prestiti
Il 6 luglio 2021 ha firmato il suo primo contratto professionistico con i Villains ed esattamente un anno dopo lo ha rinnovato. L'11 luglio 2022 è stato ceduto in prestito al Burton Albion per tutta la stagione, ma nel mercato di gennaio ha fatto ritorno al club di Birmingham.
Il 19 luglio 2023 è stato prestato all'Exeter City. In League One gioca una stagione da protagonista, scende in campo in 45 partite di campionato, totalizzando 13 reti inviolate.
Celtic
Il 16 luglio 2024 viene acquistato dal Celtic, con cui firma un contratto valido fino al 30 giugno 2029. Svolge il ruolo di secondo portiere alle spalle di un veterano come Kasper Schmeichel, il 29 marzo 2025 fa il suo debutto, giocando una gara positiva nella vittoria del Celtic per 3-0 contro Hearts in Scottish Premiership.

### Nazionale
Ha giocato nelle nazionali giovanili finlandesi Under-17, Under-19 ed Under-21.
Il 14 settembre 2022 ha ricevuto la prima convocazione con la Nazionale finlandese per degli incontri di UEFA Nations League contro Romania e Montenegro. Il 12 gennaio 2023 ha fatto il suo esordio nell'amichevole persa 1-0 contro l'Estonia.

## Statistiche

### Presenze e reti nei club
Statistiche aggiornate al 2 maggio 2024.
| Stagione        | Squadra         | Campionato      | Campionato | Campionato | Coppe nazionali | Coppe nazionali | Coppe nazionali | Coppe continentali | Coppe continentali | Coppe continentali | Altre coppe | Altre coppe | Altre coppe | Totale | Totale | Totale |
| Stagione        | Squadra         | Comp            | Pres       | Reti       | Comp            | Pres            | Reti            | Comp               | Pres               | Reti               | Comp        | Pres        | Reti        | Pres   | Reti   |        |
| --------------- | --------------- | --------------- | ---------- | ---------- | --------------- | --------------- | --------------- | ------------------ | ------------------ | ------------------ | ----------- | ----------- | ----------- | ------ | ------ | ------ |
| 2017            | Espoo           | K               | 1          | -4         | CF+CdL          | 0               | 0               |                    | -                  | -                  |             | -           | -           | 1      | -4     |        |
| 2020-2021       | Ayr Utd         | 1D              | 22         | -29        | CS+CdL          | 2+5             | -1;-9           |                    | -                  | -                  |             | -           | -           | 29     | -39    |        |
| 2022-gen. 2023  | Burton Albion   | FL1             | 4          | -10        | FACup+CdL       | 1+1             | 0;-2            |                    | -                  | -                  | FLT         | 0           | 0           | 6      | -12    |        |
| gen.-giu. 2023  | Aston Villa     | PL              | 0          | 0          | FACup+CdL       | 0               | 0               |                    | -                  | -                  |             | -           | -           | 0      | 0      |        |
| 2023-2024       | Exeter City     | FL1             | 15         | -20        | FACup+CdL       | 1+4             | -2;-5           |                    | -                  | -                  | FLT         | 0           | 0           | 20     | -27    |        |
| Totale carriera | Totale carriera | Totale carriera | 42         | -63        |                 | 14              | -19             |                    | -                  | -                  |             | -           | -           | 56     | -82    |        |

### Cronologia presenze e reti in nazionale
| Cronologia completa delle presenze e delle reti in nazionale ― Finlandia | Cronologia completa delle presenze e delle reti in nazionale ― Finlandia | Cronologia completa delle presenze e delle reti in nazionale ― Finlandia | Cronologia completa delle presenze e delle reti in nazionale ― Finlandia | Cronologia completa delle presenze e delle reti in nazionale ― Finlandia | Cronologia completa delle presenze e delle reti in nazionale ― Finlandia | Cronologia completa delle presenze e delle reti in nazionale ― Finlandia | Cronologia completa delle presenze e delle reti in nazionale ― Finlandia |
| Data                                                                     | Città                                                                    | In casa                                                                  | Risultato                                                                | Ospiti                                                                   | Competizione                                                             | Reti                                                                     | Note                                                                     |
| ------------------------------------------------------------------------ | ------------------------------------------------------------------------ | ------------------------------------------------------------------------ | ------------------------------------------------------------------------ | ------------------------------------------------------------------------ | ------------------------------------------------------------------------ | ------------------------------------------------------------------------ | ------------------------------------------------------------------------ |
| 12-1-2023                                                                | Albufeira                                                                | Finlandia                                                                | 0 – 1                                                                    | Estonia                                                                  | Amichevole                                                               | -1                                                                       |                                                                          |
| 20-11-2023                                                               | Serravalle                                                               | San Marino                                                               | 1 – 2                                                                    | Finlandia                                                                | Qual. Euro 2024                                                          | -1                                                                       |                                                                          |
| 7-6-2024                                                                 | Glasgow                                                                  | Scozia                                                                   | 2 – 2                                                                    | Finlandia                                                                | Amichevole                                                               | -2                                                                       | 46’                                                                      |
| Totale                                                                   |                                                                          | Presenze                                                                 | 3                                                                        |                                                                          | Reti                                                                     | -4                                                                       |                                                                          |

## Palmarès

### Club

#### Competizioni nazionali
- Coppa di Lega scozzese: 1

Celtic: 2024-2025
- Campionato scozzese: 1

Celtic: 2024-2025